# 파워셸
파워셸(영어: PowerShell) 또는 윈도우 파워셸은 마이크로소프트가 개발한, 확장 가능한 명령 줄 인터페이스(CLI) 셸 및 스크립트 언어를 특징으로 하는 명령어 인터프리터이다. 원래는 '윈도우 파워셸(Windows PowerShell)'로 윈도우 구성요소를 중심으로 개발하였으나 파워셸 코어(PowerShell Core)를 도입하고 2016년 8월 18일에 오픈 소스를 공개하여 각종 운영 체제에서 쓰일 수 있게 하였다. 윈도우 버전은 닷넷 프레임워크 기반으로 그 외 운영체제 버전은 닷넷 코어 기반으로 출시되었다.
파워셸에서 관리 작업은 일반적으로 특정 작업을 구현하는 특수화된 닷넷 클래스인 cmdlet(command-lets로 발음)을 통해 실행된다. 이러한 기능은 공급자를 통해 파워셸에 제공되는 파일 시스템이나 레지스트리와 같은 다른 데이터 저장소의 데이터에 액세스하여 작동된다. 타 개발자는 cmdlet 및 공급자를 파워셸에 추가할 수 있다. cmdlet은 스크립트에서 사용할 수 있으며 스크립트는 모듈로 패키지화 할 수 있게 된다.
파워셸은 COM 및 WMI에 대한 완전한 액세스를 제공하므로 관리자는 원격 리눅스 시스템 및 네트워크 장치를 관리할 수 있도록 WS-Management 및 CIM뿐만 아니라 로컬 및 원격 Windows 시스템에서 모두 관리 작업을 실행시킬 수 있다. 파워셸은 파워셸 런타임을 다른 응용 프로그램에 포함 할 수 있는 호스팅 API도 제공하고 그런 다음 이러한 응용 프로그램은 파워셸 기능을 사용하여 그래픽 인터페이스를 통해 노출된 작업을 포함하여 특정 작업을 구현할 수 있다. 이러한 기능은 마이크로소프트 SQL 서버 2007 버전에서 파워셸 cmdlet 및 공급자로 관리 기능을 노출하고 필요한 cmdlet을 호출하는 파워셸 호스트로 그래픽 관리 도구를 구현하는 데 사용해왔던 것이다. 현재는 마이크로소프트 SQL 서버 2008을 시작으로 각종 MS 응용 프로그램도 파워셸 cmdlet을 통해 관리 인터페이스를 제공한다.
파워셸에는 Get-Help cmdlet 명령어로 통해 액세스 할 수 있는 광범위한 콘솔 기반 도움말(유닉스 셸의 man page와 유사)을 볼 수 있다.(혹은 Get-Help로 온라인 전환을 통해 사례 별로 웹 도움말을 볼 수 있음)

## 예제
다음 예제는 'string' 문자열 중간에 'ABC'를 삽입한다.
```
PS > 
'string'
.
Insert
(
1
,
 
'ABC'
)

sABCtring

```

다음은 닷넷 객체의 정적 메소드를 호출하는 예이다.
```
PS > 
[System.Math]
::
Sqrt
(
16
)

4

```

다음 예제는 특정 RSS 피드에서 최근 8개의 항목의 제목을 출력한다.
```
PS > 
$x
 
=
 
new-object
 
xml

PS > 
$x
.
load
(
'http://blogs.msdn.com/powershell/rss.aspx'
)

PS > 
$x
.
rss
.
channel
.
item
 
|
 
select 
title
 
-f
 
8

```

## 비슷한 명령어들과 cmdlet 비교
파워셸에 들어간 cmdlet과 잘 알려진 명령 줄 인터프리터의 비슷한 명령어를 아래의 표로 나열해 놓았다.
| 윈도우 파워셸 (Cmdlet) | 윈도우 파워셸 (다른 이름)     | cmd.exe / COMMAND.COM (MS-DOS, 윈도우, OS/2, 등) | Bash (유닉스, BSD, 리눅스, 맥 오에스 텐 등) | 설명                                                                          |
| ---------------------- | ----------------------------- | ------------------------------------------------ | ------------------------------------------- | ----------------------------------------------------------------------------- |
| Get-Location           | gl, pwd                       | cd                                               | pwd                                         | 현재 디렉터리/작업 디렉터리를 보여 준다.                                      |
| Set-Location           | sl, cd, chdir                 | cd, chdir                                        | cd                                          | 현재 디렉터리를 바꾼다                                                        |
| Clear-Host             | cls, clear                    | cls                                              | clear                                       | 화면을 지운다                                                                 |
| Copy-Item              | cpi, copy, cp                 | copy                                             | cp                                          | 하나 이상의 파일 / 완전한 디렉터리 트리를 복사한다                            |
| Get-Help               | help, man                     | help                                             | man                                         | 명령에 대한 도움말을 보여 준다                                                |
| Remove-Item            | ri, del, erase, rmdir, rd, rm | del, erase, rmdir, rd                            | rm, rmdir                                   | 파일 / 디렉터리를 지운다                                                      |
| Rename-Item            | rni, ren                      | ren, rename                                      | mv                                          | 파일 / 디렉터리의 이름을 바꾼다                                               |
| Move-Item              | mi, move, mv                  | move                                             | mv                                          | 파일 / 디렉터리를 새로운 위치로 옮긴다                                        |
| Get-ChildItem          | gci, dir, ls                  | dir                                              | ls                                          | 현재 디렉터리의 모든 파일 / 디렉터리를 나열한다                               |
| Write-Output           | echo, write                   | echo                                             | echo                                        | 문자열, 변수 등을 표준 출력(stdout)으로 출력한다                              |
| Pop-Location           | popd                          | popd                                             | popd                                        | 현재 디렉터리를 맨 마지막에 스택으로 푸시(push)한 디렉터리로 바꾼다           |
| Push-Location          | pushd                         | pushd                                            | pushd                                       | 현재 디렉터리를 스택으로 푸시(push)한다                                       |
| Set-Variable           | sv, set                       | set                                              | set                                         | 변수 값을 설정하거나 새로 만든다                                              |
| Get-Content            | gc, type, cat                 | type                                             | cat                                         | 파일의 내용을 보여 준다                                                       |
| Select-String          |                               | find, findstr                                    | grep                                        | 패턴에 맞추어 줄들을 출력한다                                                 |
| Get-Process            | gps, ps                       | tlist, tasklist                                  | ps                                          | 현재 실행 중인 모든 프로세스를 나열한다                                       |
| Stop-Process           | spps, kill                    | kill, taskkill                                   | kill                                        | 실행 중인 프로세스를 끝낸다                                                   |
| Tee-Object             | tee                           | 없음                                             | tee                                         | 입력을 파일이나 변수로 파이프(pipe) 처리한 뒤 파이프라인에 따라 입력을 넘긴다 |

## 리눅스
| $ # Update the list of packages $ sudo apt-get update $ # Install pre-requisite packages. $ sudo apt-get install -y wget apt-transport-https software-properties-common $ # Download the Microsoft repository GPG keys $ wget -q https://packages.microsoft.com/config/ubuntu/20.04/packages-microsoft-prod.deb $ # Register the Microsoft repository GPG keys $ sudo dpkg -i packages-microsoft-prod.deb $ # Update the list of products $ sudo apt-get update $ # Enable the "universe" repositories $ sudo add-apt-repository universe $ # Install PowerShell $ sudo apt-get install -y powershell $ # Start PowerShell $ pwsh > exit |
| (예시) 우분투 20.04에서 설치후 터미널에서 파워셸을 시작하고 빠져나오는 예 |

## 같이 보기
- 일반 정보 모델 (컴퓨팅)
- 프로그래밍 언어의 비교
- 윈도우 스크립트 호스트
- 윈도우 터미널